# Vanikoro natalensis
Vanikoro natalensis is een slakkensoort uit de familie van de Vanikoridae. De wetenschappelijke naam van de soort is voor het eerst geldig gepubliceerd in 1908 door E. A. Smith.